# 分地
元朝建立后，皇帝按照蒙古的习惯，将大量的土地连同居住在这些土地上的人民一起分封给诸王、皇后、皇太后、驸马和重臣，这些土地就称之为分地。分地的领主自置官府管理，领主自置的官吏经中书省奏准后，列入国家正式政府和官吏序列，如人匠总管府、怯怜口民匠总管府和提领所等机构。
分地的人民不缴纳国家税赋，但是要向领主缴纳地租、人头税，服各种劳役，负担较其他地区的人民较重，故逃亡甚多。
分地最为集中的地方位于漠北。元武宗即位后为有效管辖诸王，正式在漠北设立了和林行省，后元仁宗将其改名为岭北行省。